# گورستین
| سامانه   | ردیف     | اشکوب     | میلیون سال پیش |
| -------- | -------- | --------- | -------------- |
| دوونین   | پیشین    | لوخکووین  | → پس از آن     |
| سیلورین  | پریدولی  | پریدولی   | ۴۱۹٬۲–۴۲۳٬۰    |
| سیلورین  | لودلوو   | لودفوردین | ۴۲۳٬۰–۴۲۵٬۶    |
| سیلورین  | لودلوو   | گورستین   | ۴۲۵٬۶–۴۲۷٬۴    |
| سیلورین  | ونلاک    | هومرین    | ۴۲۷٬۴–۴۳۰٬۵    |
| سیلورین  | ونلاک    | شینوودین  | ۴۳۰٬۵–۴۳۳٬۴    |
| سیلورین  | لاندووری | تلیچین    | ۴۳۳٬۴–۴۳۸٬۵    |
| سیلورین  | لاندووری | آئرونین   | ۴۳۸٬۵–۴۴۰٬۸    |
| سیلورین  | لاندووری | رودانین   | ۴۴۰٬۸–۴۴۳٬۴    |
| اردویسین | پسین     | هیرنانتین | → پیش از آن    |

گورستین (انگلیسی: Gorstian) در مقیاس زمانی زمین‌شناسی یک عصر از دور لودلاو از دوره سیلورین از دوران دیرینه‌زیستی از ابردوران پیدازیستی است که بازه زمانی ۰٫۵ ± ۴۲۷٫۴ تا ۰٫۹ ± ۴۲۵٫۶ میلیون سال پیش را در بر می‌گیرد.
گورستین در ستون چینه‌شناسی پس از عصر هومرین و پیش از لودفوردین جای دارد.